# Mimocrossotus ugandicola
Mimocrossotus ugandicola là một loài bọ cánh cứng trong họ Cerambycidae.